# ラック (企業)
株式会社ラック（英: LAC Co.,Ltd.）とは、日本の情報通信企業。官公庁や企業を主たる顧客として、セキュリティソリューションサービスとシステムインテグレーションサービスを提供する。

## 概要
情報技術分野でのコンサルティング、セキュリティ監視、緊急対応（サイバー119サービスなど）、情報漏洩調査、情報提供、教育訓練、システム構築、データベース構築支援などのサービスを提供する。
1986年設立の（旧）株式会社ラック（LAC：Little eArth Corporation Co., Ltd. ）と、1987年設立のエー・アンド・アイ システム株式会社（A&I System Co., Ltd.）が、2007年に経営統合し、株式移転による両社の共同持株会社としてラックホールディングス株式会社（LAC Holdings, Inc.）が設立される。
2008年、ラックホールディングスの100%子会社として株式会社アイティークルーが設立される。
2012年4月1日、ラックホールディングスが、完全子会社である（旧）ラック、エー・アンド・アイ システム、アイティークルーの3社を吸収合併し、統合新会社として商号を「株式会社ラック」に変更して現在に至る。
2025年1月22日、KDDIは完全子会社化を目的とした株式公開買付け（TOB）により持株比率を92.43%に引き上げた。

## 沿革
- 1986年9月 - （旧）株式会社ラック（LAC：Little eArth Corporation Co., Ltd. ）が設立[6]。LACとは、Little eArth Corporationの略。
- 1987年5月 - エー・アンド・アイ システム（A&I System Co.,Ltd.）設立。株式会社ABC（現富士ソフト）と日本IBM株式会社が共同出資。
- 2000年5月 - （旧）ラックがセキュリティ監視センター（JSOC：Japan Security Operation Center)を設置[7]。
- 2000年7月 - エー・アンド・アイ システムがナスダック・ジャパン上場（証券コードは4773）。
- 2002年4月 - （旧）ラックがジャスダック上場（証券コードは4359）。
- 2007年10月 - （旧）ラックとエー・アンド・アイ システムが経営統合し、共同持ち株会社「ラックホールディングス株式会社」（LAC Holdings, Inc.）の子会社となる。
- 2008年7月 - - ラックホールディングスが100%子会社として株式会社アイティークルーを設立。
- 2009年10月 - （旧）ラックが「サイバー救急センター」を新設。
- 2012年4月 - ラックホールディングスが、（旧）ラック、エー・アンド・アイ システム、アイティークルーの3社を吸収合併し、商号を「株式会社ラック」に変更。
- 2013年12月 - KDDI株式会社が、筆頭株主である有限会社コスモスの全株式を取得し、その他の関係会社となる。
- 2014年1月 - サイバー攻撃による被害発生を防ぐため、セキュリティ専門家による研究部門「サイバー・グリッド・ジャパン」を開設
- 2025年
  - 1月 - KDDIによる株式公開買付けが成立[8][9]。
  - 2月25日 - 東京証券取引所スタンダード市場上場廃止[1]。
  - 2月27日 - 株式売渡請求により、KDDIの完全子会社となる[1]。

## 主なサービス
- セキュリティソリューションサービス事業（SSS）
- システムインテグレーションサービス事業（SIS）
- ディーラー事業 - 情報システム関連商品の販売、サービス。

## テレビ番組
- 日経スペシャル ガイアの夜明け あなたが盗まれる～個人情報流出を防げ～（2004年6月29日、テレビ東京）[10] - ネットワーク・セキュリティーを取材。